# ソードアート・オンライン (アニメ)
『ソードアート・オンライン』（Sword Art Online）は、A-1 Pictures制作による日本のアニメ作品。川原礫によるライトノベル『ソードアート・オンライン』を原作としており、テレビシリーズおよび劇場アニメが製作されている。

## 登場人物
- キリト（Kirito） - 松岡禎丞[1]
- アスナ（Asuna） - 戸松遥[1]
- リーファ（Leafa） - 竹達彩奈[1]
- ユイ（Yui） - 伊藤かな恵[1]
- シリカ（Silica） - 日高里菜[1]
- リズベット（Lisbeth） - 高垣彩陽[1]
- クライン（Klein） - 平田広明[1]
- エギル（Agil） - 安元洋貴[1]
- シノン（Sinon） - 沢城みゆき[1]
- ユウキ（Yuuki） - 悠木碧[1]
- アリス（Alice） - 茅野愛衣[1]
- ユージオ（Eugeo） - 島﨑信長[1]
- ピナ（Pina） - 井澤詩織
- 茅場 晶彦（かやば あきひこ） - 山寺宏一[1]
- 菊岡 誠二郎（きくおか せいじろう） - 森川智之[1]

## テレビアニメ
第1期『ソードアート・オンライン』は、アスキー・メディアワークス創立20周年記念作品として、『アクセル・ワールド』と共にアニメ化が発表され、2012年7月から12月にかけて放送された。アインクラッド編とフェアリィ・ダンス編の映像化となる。
また、特別番組として「Extra Edition」が2013年12月31日に放送された。時系列はフェアリィ・ダンス編後の2025年夏であり、前半はキリトと菊岡によるSAO事件の回顧、後半はキリトが仲間たちとALOのクエストを楽しむという、総集編とアニメオリジナルの新規エピソードを織り混ぜた内容となっている。
第2期『ソードアート・オンラインII』は、「Extra Edition」の番組内で制作が発表され、2014年7月から12月にかけて放送された。ファントム・バレット編、キャリバー編、およびマザーズ・ロザリオ編の映像化となる。
第3期『ソードアート・オンライン アリシゼーション』は、2017年10月の「電撃文庫 秋の祭典2017」内で制作が発表され、翌2018年9月に全4クールで放送されることが発表された。前半2クールは2018年10月から2019年3月まで放送され、原作の人界編が映像化された。初回の第1話は1時間枠で放送されたほか、シリーズとしては初めてAbemaTVでの地上波同時配信が行われた。後半2クールは『ソードアート・オンライン アリシゼーション War of Underworld』と題して大戦編が映像化され、第1クールが2019年10月から12月まで、第2クールが2020年7月から9月までそれぞれ放送された。
TVアニメ放送開始10周年を記念して特別番組『TVアニメ「ソードアート・オンライン」10th Anniversary COUNTDOWN！』が2022年7月1日に放送された。また、同年7月から9月までTVアニメ全シリーズから厳選されたセレクション放送『SAO SELECTION』が放送中。
劇場版最新作公開記念特番として『「ソードアート・オンライン」インサイドストーリーズ'22』を10月9日と10月16日に前後編の編成にて放送。

### 制作
|                                          | 第1期                          | 第2期                          | 第3期                                                                                   |
| ---------------------------------------- | ------------------------------ | ------------------------------ | --------------------------------------------------------------------------------------- |
| 原作                                     | 川原礫                         | 川原礫                         | 川原礫                                                                                  |
| 原作イラスト・ キャラクター デザイン原案 | abec                           | abec                           | abec                                                                                    |
| 監督                                     | 伊藤智彦                       | 伊藤智彦                       | 小野学 佐久間貴史（助監督）                                                             |
| キャラクターデザイン                     | 足立慎吾                       | 足立慎吾                       | 足立慎吾                                                                                |
| キャラクターデザイン                     | N/A                            | N/A                            | 鈴木豪、西口智也 山本由美子（第3・4クール） 戸谷賢都（第3・4クール）                    |
| サブキャラクター デザイン                | 川上哲也                       | 山下祐                         | N/A                                                                                     |
| メインアニメーター                       | 斎藤敦史                       | 松本顕吾                       | N/A                                                                                     |
| モンスターデザイン                       | 柳隆太                         | 柳隆太                         | 河野敏弥                                                                                |
| プロップデザイン                         | 土屋祐太、鹿間貴裕 千葉茂      | 石本剛啓、常木志伸             | 早川麻美、伊藤公規                                                                      |
| 美術監督                                 | 竹田悠介、長島孝幸             | 竹田悠介、長島孝幸             | 小川友佳子、渡辺佳人                                                                    |
| 美術設定                                 | 谷内優穂                       | 塩澤良憲                       | 谷内優穂、森岡賢一                                                                      |
| 色彩設計                                 | 中島和子                       | 中島和子                       | 中野尚美                                                                                |
| CG監督                                   | 雲藤隆太（第3期第2クールまで） | 雲藤隆太（第3期第2クールまで） | 雲藤隆太（第3期第2クールまで）                                                          |
| CG監督                                   | N/A                            | N/A                            | 織田健吾（第3・4クール）                                                                |
| 撮影監督                                 | 臼田睦                         | 臼田睦                         | 脇顯太朗 林賢太（第1 - 3クール） 小寺翔太（第4クール）                                  |
| 撮影監督                                 | 廣岡岳                         | N/A                            | 脇顯太朗 林賢太（第1 - 3クール） 小寺翔太（第4クール）                                  |
| モーション グラフィックス                | 廣岡岳                         | 廣岡岳                         | 大城丈宗                                                                                |
| モーション グラフィックス                | N/A                            | ワツジサトシ                   | 大城丈宗                                                                                |
| 編集                                     | 西山茂                         | 西山茂                         | 近藤勇二                                                                                |
| 音響監督                                 | 岩浪美和                       | 岩浪美和                       | 岩浪美和                                                                                |
| 音響効果                                 | 今野康之                       | 今野康之                       | 小山恭正                                                                                |
| 音響制作                                 | ダックスプロダクション         | ダックスプロダクション         | ソニルード                                                                              |
| 音楽                                     | 梶浦由記                       | 梶浦由記                       | 梶浦由記                                                                                |
| 音楽制作                                 | アニプレックス                 | アニプレックス                 | アニプレックス                                                                          |
| チーフプロデューサー                     | 大澤信博                       | 大澤信博                       | 大澤信博                                                                                |
| チーフプロデューサー                     | 岩上敦宏                       | 岩上敦宏                       | 三木一馬 柏田真一郎（第1クール） 中山信宏（第3・4クール）                               |
| プロデューサー                           | 柏田真一郎、三木一馬           | 柏田真一郎、三木一馬           | 丹羽将己、青木美里 安達薫、川上竜太郎 湯浅隆明（第1・2クール） 平井啓祐（第3・4クール） |
| プロデューサー                           | N/A                            | 二見鷹介                       | 二見鷹介                                                                                |
| 制作統括                                 | 落越友則                       | 落越友則                       | 加藤淳 清水博之（第1クール） 柏田真一郎（第2 - 4クール）                                |
| 制作統括                                 | 植田益朗                       | N/A                            | 加藤淳 清水博之（第1クール） 柏田真一郎（第2 - 4クール）                                |
| アニメーション プロデューサー            | 加藤淳                         | 加藤淳                         | 金子敦史                                                                                |
| アニメーション プロデューサー            | N/A                            | 清田穣二                       | 金子敦史                                                                                |
| プロデュース                             | ジェンコ                       | ジェンコ                       | EGG FIRM ストレートエッジ                                                               |
| アニメーション制作                       | A-1 Pictures                   | A-1 Pictures                   | A-1 Pictures                                                                            |
| 製作                                     | SAO Project                    | SAOII Project                  | SAO-A Project                                                                           |

#### 経緯
第1期は、当時ジェンコ所属だった大澤信博が、『アクセル・ワールド』と共にアニメ化を企画したことに端を発する。大澤は、2012年の放送を目途に企画をアスキー・メディアワークスに提出したが、折しも同年がアスキー・メディアワークス創立20周年であったことから、逆に両作をアニバーサリー作品にすることが提案され、アニプレックスの岩上敦宏も加わり、正式な作品製作が始動した。

#### スタッフィング
第1期では、本作と『アクセル・ワールド』が別々のビデオメーカーで制作されること、ほぼ同時期に放送することが提案されたため、連携を円滑に取るべくジェンコがアニメプロデュースとして参加している。監督には、若手ながら『世紀末オカルト学院』で監督を務めあげた伊藤智彦が岩上より推挙された。伊藤は、プレッシャーや作品と自身の親和性に疑問を抱いたことから2度に渡ってオファーを断ったが、『魔法少女まどか☆マギカ』における伊藤の絵コンテを見ていた岩上らの説得によって、起用がなされた。その伊藤のリクエストで、キャラクターデザインには足立慎吾が起用された。足立の起用は伊藤の提案であったが、プロデューサー陣は原作イラストを担当するabecが足立の絵のファンであったことも、オファーに繋がったと証言している。
ファントム・バレット編制作にあたっては、銃火器に詳しい時雨沢恵一が監修として参加している。その流れが、スピンオフ作品小説『ソードアート・オンライン オルタナティブ ガンゲイル・オンライン』を時雨沢が執筆するきっかけとなっている。
第3期では、メインスタッフが継続して参加する一方、伊藤が劇場版第1作で監督を降板すると決めていたため、小野学に監督が交代している。小野が選ばれた理由の一つとしては、これまで長編の作品を数多く手掛けた実績があるため、キャラクターの魅力を損なわずに物語を盛り上げてまとめられるだろうということが挙げられている。その他、キャラクターデザインやアクション作画監督に新しいデザイナーが複数人参加するなど、一部スタッフが一新されている。

#### 脚本・演出
第1期の脚本制作は通常とは異なり、全体構成表を作る段階で、原作を時系列順に再構成した上で足りない箇所を補完し、さらに再構成と各話の割り振りをして完成させる手法が採用された。伊藤は、原作でキリトとアスナが前振りもなく始めから仲の良い関係であることが引っ掛かり、そのきっかけや経緯に関するエピソードを見たいということから、無理を言って執筆をしてもらったと振り返っている。この段階では原作者の川原がほぼ毎回参加し、原作で明かされなかった街の名前や装備品の設定などの共有、そして感情の流れの整理や時系列的に抜け落ちている箇所の補強が行われた。各話のシナリオ作りも、シナリオライターというより編集者に近い立場の人物へ執筆が依頼された。この際は伊藤がスタッフそれぞれが抱く『SAO』観を質問する機会が設けられ、各人の意見を集約してアニメに取り入れる作業が実施された。演出面では、伊藤が実際にMMORPGをプレイし、プレイヤーの現実の姿を想像する面白さや、原作に書かれたMMORPGならではの記述および感覚を実体験として制作に落とし込む工夫がなされている。また、仮想世界をどこか遠いところの世界ではなく、現実世界の延長にある世界であり、各キャラクターには現実での生活や葛藤があることを描写することで、普通のファンタジーアニメにならないようにしている。
第2期では、伊藤、川原、プロデューサーで大まかな方針を作り、なるべく流れを崩さずに話を割っていく形でストーリー構成が詰められた。その中で、ファントム・バレット編およびマザーズ・ロザリオ編だけでは全2クール24話の内3話分ほどエピソードが足りなくなることから、短編で時系列的にも間に入るキャリバー編も含めた3編構成となった。ファントム・バレット編では、製作段階から時雨沢の監修やアイディア出しが行われ、銃の扱いや描写などに反映されている。また、マザーズ・ロザリオ編はシーズン終盤に位置するため、原作では出番の少ないキリトの登場するシーンが追加されている。

#### デザイン・作画
1期の製作発表まで時間が限られる中、キービジュアルやメインキャラクターの描き起こしは、伊藤やプロデューサーを交えての合宿などを経て完成された。デザインをするにあたって、足立は伊藤から女の子を可愛く描いてほしいというオーダーを受けており、まずはラフスケッチを元にabec、川原礫、プロデューサーから意見を貰いながら方向性を探りつつ、abecのこだわりの部分とアニメ製作側の期待する部分の両方を汲みながら、デザインや設定作業を進めた。プロデューサーは、当時の足立が『WORKING!!』のキャラクターデザインを担当していたことから、本作のデザインがそちらに引きずられないよう慎重に修正を行っていたと話している。また、abecの絵は線が多いことからアニメーションで動かすには難しいものもある中で、足立は作品の雰囲気を損なわないように、敢えて原案通りのデザインを守ることに拘っている。
作画面では、アクションパートに力を入れるべく「アクション作画監督」が設けられている。登場人物たちの戦い方を視覚的に見せるべく設置されたこの役職では、絵コンテの段階から戦闘時の芝居などもチェックを担当している。第1期では柳隆太と鹿間貴裕、第2期では竹内哲也が作画監督となって制作を行い、監督が小野に交代した第3期からは、菅野芳弘などの新たなアニメーターが参加している。

#### 音楽
本作の劇伴は、梶浦由記が担当している。実際の制作では、流れ始めてからすぐに使用されたシーンの意味がわかるように、はっきりとしたメロディーにすることが意識されている。また、梶浦自身も学生時代にRPGが大好きだった経験から、ゲームに興じた記憶を思い出しながら作曲に反映している。
トラックダウンや収録時は、伊藤が実際にスタジオに出向いて完成版を視聴することが行われた。これは伊藤が助監督時代に見た細田守の行いを参考にしたものであり、作曲した際の想いや劇中での使い方のシミュレーションを先に行うことに活用された。

#### キャスティング・収録
キャストはオーディションで決定された。実際の収録では監督の伊藤、音響監督の岩浪美和の他にも原作者の川原が毎回立ち会い、設定的な補強や固有名詞のイントネーションの修正を行っている。
主人公のキリトは「ナイーブさがありつつ、やるときはやる男のような声も出せるが、一方で雄のフェロモンが出ていない声」というイメージに合致した松岡禎丞が選ばれた。松岡は演じる上で、人の生き死にがかかることからリアルな感情を表現するようにしつつ、シーンに応じてメリハリを付けるように心がけた旨を語っている。
女性キャラクターは若手の中でも安定感を重視したキャスティングが心掛けられている。アスナ役の戸松遥は、キャラクター像の一致と同年代の役者の中でも図抜けて演技が上手だったことで選ばれた。戸松は戦闘時や副団長時は芯の強さや凛々しさを、キリトや友達と話す際は女の子として等身大の姿を表現するよう意識しているという。

### 主題歌
| エピソード                                                  | 使用                                       | 曲名                     | 作詞                     | 作曲                     | 編曲                     | 歌                                                         |
| ソードアート・オンライン                                    | ソードアート・オンライン                   | ソードアート・オンライン | ソードアート・オンライン | ソードアート・オンライン | ソードアート・オンライン | ソードアート・オンライン                                   |
| ----------------------------------------------------------- | ------------------------------------------ | ------------------------ | ------------------------ | ------------------------ | ------------------------ | ---------------------------------------------------------- |
| アインクラッド編                                            | オープニングテーマ                         | 「crossing field」       | 渡辺翔                   | 渡辺翔                   | とく                     | LiSA                                                       |
| アインクラッド編                                            | エンディングテーマ                         | 「ユメセカイ」           | 古屋真                   | 南田健吾                 | 古川貴浩                 | 戸松遥                                                     |
| フェアリィ・ダンス編                                        | オープニングテーマ                         | 「INNOCENCE」            | Eir 重永亮介             | 重永亮介                 | 下川佳代 重永亮介        | 藍井エイル                                                 |
| フェアリィ・ダンス編                                        | エンディングテーマ                         | 「Overfly」              | Saku                     | Saku                     | Saku                     | 春奈るな                                                   |
| 特別番組 「Extra Edition」                                  | エンディングテーマ                         | 「虹の音」               | Eir                      | 重永亮介                 | 新井弘毅 重永亮介        | 藍井エイル                                                 |
| ソードアート・オンラインII                                  |                                            |                          |                          |                          |                          |                                                            |
| ファントム・バレット編                                      | オープニングテーマ                         | 「IGNITE」               | Eir 小川智之             | 小川智之                 | Saku                     | 藍井エイル                                                 |
| ファントム・バレット編                                      | エンディングテーマ                         | 「Startear」             | 春奈るな Saku            | Saku                     | Saku                     | 春奈るな                                                   |
| キャリバー編 マザーズ・ロザリオ編                           | オープニングテーマ                         | 「courage」              | Nori                     | Nori                     | 古川貴浩                 | 戸松遥                                                     |
| キャリバー編 マザーズ・ロザリオ編                           | エンディングテーマ（キャリバー編）         | 「No More Time Machine」 | 古屋真                   | 野間康介                 | やしきん                 | LiSA                                                       |
| キャリバー編 マザーズ・ロザリオ編                           | エンディングテーマ（マザーズ・ロザリオ編） | 「シルシ」               | LiSA                     | カヨコ                   | 堀江晶太                 | LiSA                                                       |
| キャリバー編 マザーズ・ロザリオ編                           | 第24話挿入歌                               | 「セパレイト・ウェイズ」 | 鈴木健太朗               | 鈴木健太朗               | 古川貴浩                 | 戸松遥                                                     |
| ソードアート・オンライン アリシゼーション                   |                                            |                          |                          |                          |                          |                                                            |
| アリシゼーション・ ビギニング編                             | オープニングテーマ                         | 「ADAMAS」               | LiSA                     | カヨコ                   | 堀江晶太                 | LiSA                                                       |
| アリシゼーション・ ビギニング編                             | エンディングテーマ                         | 「アイリス」             | Eir                      | ArmySlick Lauren Kaori   | ArmySlick                | 藍井エイル                                                 |
| アリシゼーション・ ビギニング編                             | 第5話挿入歌                                | 「longing」              | 梶浦由記                 | 梶浦由記                 | 梶浦由記                 | ユナ（神田沙也加）                                         |
| アリシゼーション・ ユナイティング編                         | オープニングテーマ                         | 「RESISTER」             | ASCA 重永亮介            | 重永亮介                 | 重永亮介                 | ASCA                                                       |
| アリシゼーション・ ユナイティング編                         | エンディングテーマ                         | 「forget-me-not」        | ハヤシケイ               | rui                      | 毛蟹                     | ReoNa                                                      |
| アリシゼーション・ ユナイティング編                         | 第19話・第24話挿入歌                       | 「虹の彼方に」           | ハヤシケイ               | 毛蟹                     | 毛蟹                     | ReoNa                                                      |
| ソードアート・オンライン アリシゼーション War of Underworld |                                            |                          |                          |                          |                          |                                                            |
| 特別番組 「リフレクション」                                 | エンディングテーマ                         | 「Blazing the future」   | hotaru                   | yamazo                   | yamazo                   | キリト（松岡禎丞） ユージオ（島﨑信長） アリス（茅野愛衣） |
| アリシゼーション・ インベーディング編                       | オープニングテーマ                         | 「Resolution」           | 古屋真                   | 渡辺翔                   | 古川貴浩                 | 戸松遥                                                     |
| アリシゼーション・ インベーディング編                       | エンディングテーマ                         | 「unlasting」            | LiSA                     | 草野華余子               | 堀江晶太                 | LiSA                                                       |
| 第12.5話「レミニセンス」                                    | エンディングテーマ                         | 「Meaning the start」    | hotaru                   | やしきん                 | やしきん                 | アリス（茅野愛衣）                                         |
| アリシゼーション・ アウェイクニング編                       | オープニングテーマ                         | 「ANIMA」                | 毛蟹                     | 毛蟹                     | 毛蟹                     | ReoNa                                                      |
| アリシゼーション・ アウェイクニング編                       | エンディングテーマ                         | 「I will...」            | Eir                      | TAMATE BOX Saku          | Saku                     | 藍井エイル                                                 |
| アリシゼーション・ アウェイクニング編                       | 第17話挿入歌                               | 「longing」              | 梶浦由記                 | 梶浦由記                 | 梶浦由記                 | ユナ（神田沙也加）                                         |

### 各話リスト
| 話数                 | サブタイトル       | 脚本                | 絵コンテ          | 演出             | 作画監督                     | アクション 作画監督 | 総作画監督       | 初放送日         |
| アインクラッド編     | アインクラッド編   | アインクラッド編    | アインクラッド編  | アインクラッド編 | アインクラッド編             | アインクラッド編    | アインクラッド編 | アインクラッド編 |
| -------------------- | ------------------ | ------------------- | ----------------- | ---------------- | ---------------------------- | ------------------- | ---------------- | ---------------- |
| #01                  | 剣の世界           | 木澤行人 菅原雪絵   | 伊藤智彦          | 伊藤智彦         | 川上哲也                     | 柳隆太              | 足立慎吾         | 2012年 7月8日    |
| #02                  | ビーター           | 中本宗応            | 伊藤智彦 鹿間貴裕 | 藤原佳幸         | 近岡直 波部崇                | 鹿間貴裕            | 足立慎吾         | 7月15日          |
| #03                  | 赤鼻のトナカイ     | 菅原雪絵            | 伊藤智彦          | 伊藤祐毅         | 中村直人                     | 柳隆太              | 川上哲也         | 7月22日          |
| #04                  | 黒の剣士           | 向井良和            | 高橋亨            | 綿田慎也         | 大庭小枝 落合瞳              | 鹿間貴裕            | 足立慎吾         | 7月29日          |
| #05                  | 圏内事件           | 木澤行人            | 藤原佳幸          | 布施康之         | 宮嶋仁志                     | -                   | 川上哲也         | 8月5日           |
| #06                  | 幻の復讐者         | 木澤行人            | 伊藤智彦          | 佐藤和磨         | 近藤奈都子                   | 鹿間貴裕            | 川上哲也         | 8月12日          |
| #07                  | 心の温度           | 向井良和            | 立川譲            | 星野真           | 齋藤敦史                     | 柳隆太              | 足立慎吾         | 8月19日          |
| #08                  | 黒と白の剣舞       | 入山修司            | 岡村天斎          | 藤井辰己         | 米山舞                       | 鹿間貴裕            | 川上哲也         | 8月26日          |
| #09                  | 青眼の悪魔         | 東海林直樹 中本宗応 | 菊田幸一          | 菊田幸一         | 波部崇 小林恵祐 戸谷賢都     | 柳隆太              | 足立慎吾         | 9月2日           |
| #10                  | 紅の殺意           | 木澤行人            | 伊藤智彦          | 高橋秀弥         | 中村直人                     | 鹿間貴裕            | 川上哲也         | 9月9日           |
| #11                  | 朝露の少女         | 菅原雪絵            | 藤原佳幸          | 許平康           | 渡辺敬介                     | 柳隆太              | 足立慎吾         | 9月16日          |
| #12                  | ユイの心           | 菅原雪絵            | 中津環            | 中津環           | 近藤奈都子 西口智也 戸谷賢都 | 柳隆太              | 川上哲也         | 9月23日          |
| #13                  | 奈落の淵           | 向井良和            | 鹿間貴裕          | 鹿間貴裕         | 奥田陽介                     | 鹿間貴裕            | 足立慎吾         | 9月30日          |
| #14                  | 世界の終焉         | 木澤行人            | 伊藤智彦          | 伊藤智彦         | 米澤優                       | 柳隆太              | 川上哲也         | 10月7日          |
| フェアリィ・ダンス編 |                    |                     |                   |                  |                              |                     |                  |                  |
| #15                  | 帰還               | 中本宗応            | 松本正二          | 池田重隆         | 渡辺るりこ 斎藤敦史          | 柳隆太              | 足立慎吾         | 10月14日         |
| #16                  | 妖精たちの国       | 菅原雪絵            | 阿保孝雄          | 布施康之         | 飯飼一幸 ジュ・ヒョンウ      | 鹿間貴裕            | 川上哲也         | 10月21日         |
| #17                  | 囚われの女王       | 向井良和            | 藤原佳幸          | 藤原佳幸         | 戸谷賢都                     | 柳隆太              | 足立慎吾         | 10月28日         |
| #18                  | 世界樹へ           | 木澤行人            | 伊藤智彦          | 森宮崇佳         | 小島智加 岡田万依子 山本善哉 | 鹿間貴裕            | 川上哲也         | 11月4日          |
| #19                  | ルグルー回廊       | 入山修司            | 柳隆太 許平康     | 許平康           | 中村直人 西口智也            | 柳隆太              | 足立慎吾         | 11月11日         |
| #20                  | 猛炎の将           | 東海林直樹          | 鹿間貴裕 藤原佳幸 | 星野真 鹿間貴裕  | 奥田陽介 波部崇              | 鹿間貴裕            | 川上哲也         | 11月18日         |
| #21                  | アルヴヘイムの真実 | 中本宗応            | タムラコータロー  | 許平康           | 朝井聖子                     | 柳隆太              | 足立慎吾         | 11月25日         |
| #22                  | グランド・クエスト | 木澤行人            | 長井龍雪          | 久原謙一         | 米澤優                       | 鹿間貴裕            | 川上哲也         | 12月2日          |
| #23                  | 絆                 | 向井良和            | 荒木哲郎          | 池田重隆         | 斎藤敦史 戸谷賢都            | 柳隆太              | 足立慎吾         | 12月9日          |
| #24                  | 鍍金の勇者         | 菅原雪絵            | 高橋亨            | 伊藤智彦         | 中村直人 奥田陽介 西口智也   | 鹿間貴裕            | 川上哲也         | 12月16日         |
| #25                  | 世界の種子         | 中本宗応            | 伊藤智彦          | 伊藤智彦         | 川上哲也 足立慎吾            | 柳隆太              | 足立慎吾         | 12月23日         |
| 特別番組             |                    |                     |                   |                  |                              |                     |                  |                  |
| -                    | Extra Edition      | 中本宗応 川原礫     | 伊藤智彦          | 許平康 伊藤智彦  | 川上哲也 田中将賀            | -                   | 足立慎吾         | 2013年 12月31日  |

| 話数                   | サブタイトル             | 脚本                   | 絵コンテ               | 演出                   | 作画監督                                                 | アクション 作画監督    | 総作画監督             | 初放送日               |
| ファントム・バレット編 | ファントム・バレット編   | ファントム・バレット編 | ファントム・バレット編 | ファントム・バレット編 | ファントム・バレット編                                   | ファントム・バレット編 | ファントム・バレット編 | ファントム・バレット編 |
| ---------------------- | ------------------------ | ---------------------- | ---------------------- | ---------------------- | -------------------------------------------------------- | ---------------------- | ---------------------- | ---------------------- |
| #01                    | 銃の世界                 | 伊藤智彦               | 伊藤智彦               | 伊藤智彦               | 山下祐                                                   | -                      | 足立慎吾               | 2014年 7月5日          |
| #02                    | 氷の狙撃手               | 菅原雪絵               | 伊藤智彦 森賢          | 河合滋樹               | 朝井聖子 伊藤公規 鈴木豪                                 | 竹内哲也               | 足立慎吾               | 7月12日                |
| #03                    | 鮮血の記憶               | 中本宗応               | 伊藤智彦               | 青柳宏宜               | 西口智也                                                 | -                      | 山下祐                 | 7月19日                |
| #04                    | GGO                      | 菅原雪絵               | 鳥塚星太郎             | 高橋英俊               | 神本兼利                                                 | 柳隆太                 | 足立慎吾               | 7月26日                |
| #05                    | 銃と剣                   | 中本宗応               | 坂本一也               | 高島大輔               | 明珍宇作                                                 | 竹内哲也               | 山下祐                 | 8月2日                 |
| #06                    | 曠野の決闘               | 木澤行人               | 宮地☆昌幸              | 町谷俊輔               | 寺田祐一                                                 | 柳隆太                 | 足立慎吾               | 8月9日                 |
| #07                    | 紅の記憶                 | 木澤行人               | 平川哲生               | 渡部周                 | 福島豊明 山崎輝彦                                        | -                      | 山下祐                 | 8月16日                |
| #08                    | バレット・オブ・バレッツ | 菅原雪絵               | 山田弘和               | 山田弘和               | 鈴木豪 牛尾優衣                                          | 竹内哲也               | 足立慎吾               | 8月23日                |
| #09                    | デス・ガン               | 菅原雪絵               | 中山奈緒美             | 岩田義彦               | 斎藤大輔 徳倉栄一 松尾真彦                               | 竹内哲也               | 山下祐                 | 8月30日                |
| #10                    | 死の追撃者               | 中本宗応               | 藤澤俊幸               | 星野真                 | 渡邉敬介                                                 | 柳隆太                 | 足立慎吾               | 9月6日                 |
| #11                    | 強さの意味               | 中本宗応               | 佐藤広雪               | 高島大輔               | 明珍宇作                                                 | -                      | 山下祐                 | 9月13日                |
| #12                    | 幻の銃弾                 | 木澤行人               | 高橋敦史               | 木村寛                 | 西口智也                                                 | 柳隆太                 | 足立慎吾               | 9月20日                |
| #13                    | ファントム・バレット     | 木澤行人               | 西村聡                 | 河合滋樹               | 朝井聖子 黒田結花                                        | 竹内哲也               | 山下祐                 | 9月27日                |
| #14                    | 小さな一歩               | 菅原雪絵               | 伊藤智彦               | 伊藤智彦               | 黒田結花 吉田雄一 神本兼利                               | -                      | 足立慎吾               | 10月4日                |
| #14.5                  | Debriefing               | -                      | -                      | -                      | -                                                        | -                      | -                      | 10月11日               |
| キャリバー編           |                          |                        |                        |                        |                                                          |                        |                        |                        |
| #15                    | 湖の女王                 | 高山淳史 中本宗応      | 高橋亨                 | 渡部周                 | 山崎輝彦 板倉喜代美                                      | -                      | 山下祐                 | 10月18日               |
| #16                    | 巨人の王                 | 鈴木遼介 中本宗応      | 神志那弘志 伊藤智彦    | 高橋英俊               | みうらたけひろ 西口智也 鈴木豪                           | 竹内哲也               | 足立慎吾               | 10月25日               |
| #17                    | エクスキャリバー         | 菅原雪絵               | 宮地☆昌幸              | 山田弘和               | 渡邉敬介 川上哲也                                        | 柳隆太                 | 山下祐                 | 11月1日                |
| マザーズ・ロザリオ編   |                          |                        |                        |                        |                                                          |                        |                        |                        |
| #18                    | 森の家                   | 中本宗応               | こさや                 | こさや                 | 明珍宇作                                                 | -                      | 足立慎吾               | 11月8日                |
| #19                    | 絶剣                     | 中本宗応               | 河合滋樹 鹿間貴裕      | 河合滋樹               | 戸谷賢都                                                 | 竹内哲也               | 山下祐                 | 11月15日               |
| #20                    | スリーピング・ナイツ     | 鈴木遼介 中本宗応      | 村川健一郎             | 雲♫黒斎                | 青山まさのり 鈴木奈都子 斎藤大輔                         | 柳隆太                 | 足立慎吾               | 11月22日               |
| #21                    | 剣士の碑                 | 高山淳史 中本宗応      | 今泉賢一               | 布施康之               | 朝井聖子、西口智也 岡本達明、渡邉敬介 神本兼利、戸谷賢都 | 足立慎吾 竹内哲也      | 山下祐                 | 11月29日               |
| #22                    | 旅路の果て               | 菅原雪絵               | 小島正幸               | 西片康人               | 仁井学 梅津茜 平野絵美                                   | -                      | 足立慎吾               | 12月6日                |
| #23                    | 夢の始まり               | 菅原雪絵               | 小島正幸               | 河合滋樹               | 鈴木豪 中村直人                                          | -                      | 山下祐                 | 12月13日               |
| #24                    | マザーズ・ロザリオ       | 伊藤智彦               | 伊藤智彦               | 伊藤智彦               | 足立慎吾 山下祐                                          | -                      | -                      | 12月20日               |

| 話数  | サブタイトル           | 脚本              | 絵コンテ        | 演出                     | 作画監督 | アクション 作画監督 | 総作画監督        | 初放送日       |
| ----- | ---------------------- | ----------------- | --------------- | ------------------------ | --- | ------------------- | ----------------- | -------------- |
| #01   | アンダーワールド       | 木澤行人          | 小野学          | 小野学 飛田剛            | 伊藤公規、山田有慶 徳岡紘平、三股浩史 中田知里、チョン・ヨンフン 足立慎吾                                                                                | 菅野芳弘            | 鈴木豪 西口智也   | 2018年 10月7日 |
| #02   | 悪魔の樹               | 木澤行人          | 佐久間貴史      | 佐久間貴史               | 世良コータ | 菅野芳弘            | 鈴木豪            | 10月14日       |
| #03   | 果ての山脈             | 猫田幸            | 石川俊介        | 石川俊介                 | 早川麻美 | 菅野芳弘            | 西口智也          | 10月21日       |
| #04   | 旅立ち                 | 猫田幸            | 西澤晋 菅野芳弘 | 板庇迪                   | 河野敏弥 チョン・ヨンフン | 菅野芳弘            | 西口智也 鈴木豪   | 10月28日       |
| #05   | オーシャン・タートル   | 木澤行人          | 吉田りさこ      | 小林公二                 | 三股浩史、橋口隼人 二宮奈那子 | -                   | 西口智也          | 11月4日        |
| #06   | アリシゼーション計画   | 木澤行人          | 佐久間貴史      | 平野宏樹                 | 徳岡絋平 秋月彩 | -                   | 鈴木豪            | 11月11日       |
| #07   | 剣の学び舎             | 猫田幸            | 石川俊介        | 石川俊介                 | 早川麻美 古住千秋 | -                   | 西口智也          | 11月18日       |
| #08   | 剣士の矜持             | 木澤行人          | 大塚健          | 河合滋樹                 | 成川多加志、飯田遥 波部崇 | 竹内哲也            | 鈴木豪            | 11月25日       |
| #09   | 貴族の責務             | 中本宗応 木澤行人 | 笹島啓一        | 板庇迪                   | 小松沙奈 戸髙真希 | 荒木涼              | 西口智也          | 12月2日        |
| #10   | 禁忌目録               | 中本宗応          | 小原正和        | 中重俊祐                 | 秋月彩、チョン・ヨンフン 伊藤公規、古住千秋 | -                   | 鈴木豪            | 12月9日        |
| #11   | セントラル・カセドラル | 中本宗応          | 平野宏樹        | 嵯峨敏                   | 中田知里、清水勝祐 小川玖理周、河本零王 三股浩史、チョン・ヨンフン 小松沙奈                                                                              | -                   | 西口智也          | 12月16日       |
| #12   | 図書室の賢者           | 木澤行人 中本宗応 | 佐久間貴史      | 飛田剛                   | 河村涼子、平馬浩二 久野紗世、西村真理子 熊川ありさ、和田正木 小松沙奈、大原大                                                                            | 竹内哲也            | 鈴木豪            | 12月23日       |
| #13   | 支配者と調停者         | 木澤行人 中本宗応 | 佐久間貴史      | 木村寛                   | 井元一彰、古住千秋 浅井昭人、みうらたけひろ 五反孝幸、熊川ありさ                                                                                         | -                   | 西口智也          | 2019年 1月6日  |
| #14   | 紅蓮の騎士             | 中本宗応          | 石川俊介        | 石川俊介                 | チョン・ヨンフン、秋月彩 三股浩史、木村行隆 北條直明、熊川ありさ                                                                                         | -                   | 鈴木豪            | 1月13日        |
| #15   | 烈日の騎士             | 中本宗応          | 徳田大貴        | 徳田大貴                 | 徳田大貴 | 徳田大貴            | 西口智也          | 1月20日        |
| #16   | 金木犀の騎士           | 中本宗応          | 松本顕吾        | 傳沙織                   | 山本真夕子、桃沢カレン 神本兼利 | -                   | 鈴木豪            | 1月27日        |
| #17   | 休戦協定               | 木澤行人          | 笹嶋啓一        | 板庇迪                   | みうらたけひろ、浅井昭人 久野紗世、熊川ありさ 山本由美子、後藤望 長友望己、戸髙真希                                                                      | 竹内哲也            | 山本由美子        | 2月3日         |
| #18   | 伝説の英雄             | 木澤行人          | 高橋賢 小野学   | 高橋賢                   | 古住千秋、戸髙真希 小松沙奈、山本真夕子 井元一彰、加藤明日美 伊藤公規、福田裕樹 みうらたけひろ、鈴木豪                                                   | 高橋賢              | 鈴木豪            | 2月10日        |
| #18.5 | リコレクション         | -                 | -               | -                        | - | -                   | -                 | 2月17日        |
| #19   | 右目の封印             | 木澤行人          | 石川俊介        | 石川俊介                 | チョン・ヨンフン、秋月彩 三股浩史、木村行隆 河村涼子、北條直明                                                                                           | -                   | 山本由美子        | 2月24日        |
| #20   | シンセサイズ           | 木澤行人          | 佐久間貴史      | 嵯峨敏 鈴木拓磨          | 中田知里、武佐友紀子 牧野和俊、神本兼利 山田有慶、みうらたけひろ 堅物ケビン雄太、萩尾圭太 鈴木豪                                                         | 竹内哲也            | 鈴木豪            | 3月3日         |
| #21   | 三十二番目の騎士       | 木澤行人          | 中重俊祐        | 中重俊祐                 | 熊川ありさ、徳岡紘平 浅井昭人、水野辰哉 山本真夕子、前田達之 久野紗世、伊藤公規 武佐友紀子、山本由美子                                                   | 沢田犬二            | 山本由美子        | 3月10日        |
| #22   | 剣の巨人               | 中本宗応          | 大塚健          | 木村寛                   | チョン・ヨンフン、秋月彩 みうらたけひろ、錦見楽 牧野和俊、木村行隆 三股浩史、武佐友紀子 久野紗世、鈴木豪                                                 | 竹内哲也            | 鈴木豪            | 3月17日        |
| #23   | アドミニストレータ     | 木澤行人          | 小原正和        | 徳田大貴 丸山裕介 板庇迪 | 徳田大貴、古住千秋 神本兼利、浅井昭人 小松沙奈、山本真夕子 山本由美子                                                                                    | 徳田大貴 竹内哲也   | 山本由美子        | 3月24日        |
| #24   | ぼくの英雄             | 木澤行人          | 小野学          | 佐久間貴史 小野学        | 前田達之、みうらたけひろ 伊藤公規、古住千秋 チョン・ヨンフン、秋月彩 水野辰哉、平岡紘徳 大高美奈、監物ケビン雄太 熊川ありさ、神本兼利 鈴木豪、山本由美子 | 竹内哲也            | 鈴木豪 山本由美子 | 3月31日        |

| 話数   | サブタイトル         | 脚本     | 絵コンテ                | 演出                  | 作画監督 | アクション 作画監督 | 総作画監督                 | 初放送日       |
| ------ | -------------------- | -------- | ----------------------- | --------------------- | --- | ------------------- | -------------------------- | -------------- |
| 特番   | リフレクション       | -        | -                       | -                     | - | -                   | -                          | 2019年 10月6日 |
| #01    | 北の地にて           | 中本宗応 | 小野学                  | 佐久間貴史            | 前田達之、大高美奈 秋月彩 | 菅野芳弘            | 山本由美子                 | 10月13日       |
| #02    | 襲撃                 | 中本宗応 | みうらたけひろ          | みうらたけひろ        | 世良コータ、チョン・ヨンフン 古住千秋、今岡大 みうらたけひろ                                                                                     | 菅野芳弘            | 鈴木豪                     | 10月20日       |
| #03    | 最終負荷実験         | 中本宗応 | 木村寛 菅野芳弘         | 木村寛                | 水野辰哉、小松沙奈 鈴木理彩、戸谷賢都 | 菅野芳弘            | 戸谷賢都                   | 10月27日       |
| #04    | ダークテリトリー     | 木澤行人 | 古田丈司 菅野芳弘       | 中山奈緒美 佐久間貴史 | 大高美奈、丸山大勝 古住千秋、今岡大 宮本武史、チョン・ヨンフン 世良コータ、鈴木理彩 水野辰哉、山本由美子                                         | 菅野芳弘            | 山本由美子                 | 11月3日        |
| #05    | 開戦前夜             | 木澤行人 | 佐久間貴史              | 尾ノ上知久            | Won Chang hee、Kwon Oh sik Ahn Hyo jeong、Jeong Yeon soon Jang Hee kyu、Joung Eun joung Lim Keun soo、徳岡紘平 山本由美子、竹内由香里 吉岡勝     | 菅野芳弘            | 鈴木豪                     | 11月10日       |
| #06    | 騎士たちの戦い       | 木澤行人 | 大塚健                  | 鈴木拓磨              | 大高美奈、秋月彩 山本亮友、前田達之 戸谷賢都 | 菅野芳弘            | 戸谷賢都                   | 11月17日       |
| #07    | 失格者の烙印         | 漆原虹平 | 石井俊匡                | 伊藤秀弥              | 大高雄太、河野直人 今岡大、臼井里江 松井瑠生、水野辰哉 徳岡絋平、山本由美子                                                                      | 菅野芳弘            | 山本由美子                 | 11月24日       |
| #08    | 血と命               | 中本宗応 | 中重俊祐                | 中重俊祐              | 古住千秋、熊川ありさ 世良コータ、みうらたけひろ チョン・ヨンフン、鈴木豪                                                                         | 菅野芳弘            | 鈴木豪                     | 12月1日        |
| #09    | 剣と拳               | 漆原虹平 | 大塚健                  | 木村寛                | 鈴木理彩、水野辰哉 竹内由香里、丸山大勝 TOMATO、前田達之 今岡大、武佐友妃子 戸谷賢都                                                             | 菅野芳弘            | 戸谷賢都                   | 12月8日        |
| #10    | 創世神ステイシア     | 漆原虹平 | 中山奈緒美              | 佐久間貴史            | 秋月彩、臼井里江 水野辰哉、前田達之 中田知里、山本由美子                                                                                         | 菅野芳弘            | 山本由美子                 | 12月15日       |
| #11    | 非情の選択           | 中本宗応 | 川村賢一                | 山田晃                | 世良コータ、古住千秋 チョン・ヨンフン、徳岡紘平 宗圓祐輔、河野直人 鈴木豪                                                                        | 菅野芳弘            | 鈴木豪                     | 12月22日       |
| #12    | 一筋の光             | 中本宗応 | 藤澤俊幸                | セトウケンジ 中重俊祐 | 今岡大、水野辰哉 武佐友紀子、丸山大勝 臼井里江、正木優太 鈴木理彩、秋月彩                                                                        | 菅野芳弘            | 戸谷賢都                   | 12月29日       |
| ＃12.5 | レミニセンス         | -        | -                       | -                     | - | -                   | -                          | 2020年 7月5日  |
| #13    | アンダーワールド大戦 | 漆原虹平 | 小原正和                | 小原正和              | 石川愛理、板垣彰子 水野辰哉、臼井里江 秋月彩、今岡大 山本由美子                                                                                  | 菅野芳弘            | 山本由美子                 | 7月12日        |
| #14    | 無限の果て           | 漆原虹平 | 中山奈緒美 菅野芳弘     | 濱崎徹                | 古住千秋、チョン・ヨンフン 世良コータ、監物ケビン雄太 久松沙紀                                                                                   | 菅野芳弘            | 鈴木豪                     | 7月19日        |
| #15    | 扇動                 | 中本宗応 | みうらたけひろ 森本育郎 | みうらたけひろ        | 小松沙奈、たかはし隆子 鈴木理彩、武佐友紀子 丸山大勝、キム・ゼヒョン 櫻井祐哉                                                                    | 丸山大勝            | 戸谷賢都 鈴木豪 山本由美子 | 7月26日        |
| #16    | コード871            | 漆原虹平 | 森本育郎                | 佐久間貴史            | 河野直人、中田知里 石川愛理、今岡大 合田麻美、秋月彩 山本由美子                                                                                  | 菅野芳弘            | 山本由美子                 | 8月2日         |
| #17    | 悪魔の子             | 中本宗応 | 古田丈司                | 山田晃                | 世良コータ、木村行隆 古住千秋、前田達之 久松沙紀、山崎展義 チョン・ヨンフン、中田知里 板垣彰子、中野繭子 あおやぎ、監物ケビン雄太 鈴木豪         | 丸山大勝            | 鈴木豪                     | 8月9日         |
| #18    | 記憶                 | 中本宗応 | 佐久間貴史 菅野芳弘     | ほりうちゆうや        | りお、みうらたけひろ 横松雄馬、武佐友紀子 TOMATO、秋月彩 山本由美子                                                                              | 菅野芳弘            | 戸谷賢都 山本由美子        | 8月16日        |
| #19    | 覚醒                 | 漆原虹平 | 中重俊祐                | 中重俊祐              | 石川愛理、鈴木理彩 今岡大、監物ケビン雄太 森前和也、木村行隆 中重俊祐、山本由美子                                                                | 丸山大勝            | 山本由美子                 | 8月23日        |
| #20    | 夜空の剣             | 中本宗応 | 大塚健                  | 小原正和              | 中野繭子、古住千秋 徳岡紘平、板垣彰子 久松沙紀、中田知里 チョン・ヨンフン、世良コータ りお、茂木眞一 鈴木豪、山本由美子                          | 菅野芳弘            | 鈴木豪                     | 8月30日        |
| #21    | 時の彼方             | 中本宗応 | 小野学                  | 田中智也              | 森前和也、河野直人 山崎展義、武佐友紀子 みうらたけひろ、秋月彩 TOMATO                                                                            | 菅野芳弘 丸山大勝   | 戸谷賢都 山本由美子        | 9月5日         |
| #22    | アリス               | 中本宗応 | 山田晃                  | 山田晃                | 石川愛理、たかはし隆子 今岡大、横松雄馬 鈴木理彩、山本由美子                                                                                     | -                   | 山本由美子                 | 9月12日        |
| #23    | ニューワールド       | 中本宗応 | 小野学                  | 佐久間貴史            | 森前和也、久松沙紀 たかはし隆子、TOMATO 世良コータ、茂木眞一 板垣彰子、武佐友紀子 みうらたけひろ、徳岡紘平 丸山大勝、古住千秋 鈴木豪、山本由美子 | 菅野芳弘            | 鈴木豪 山本由美子          | 9月19日        |

### 放送局

#### テレビ放送
| 放送期間                                                                             | 放送時間                     | 放送局                   | 対象地域                 | 備考                                       |
| ソードアート・オンライン                                                             | ソードアート・オンライン     | ソードアート・オンライン | ソードアート・オンライン | ソードアート・オンライン                   |
| ------------------------------------------------------------------------------------ | ---------------------------- | ------------------------ | ------------------------ | ------------------------------------------ |
| 2012年7月8日 - 12月23日                                                              | 日曜 0:00 - 0:30（土曜深夜） | TOKYO MX                 | 東京都                   | 『E!TV』枠                                 |
| 2012年7月8日 - 12月23日                                                              | 日曜 0:00 - 0:30（土曜深夜） | とちぎテレビ             | 栃木県                   |                                            |
| 2012年7月8日 - 12月23日                                                              | 日曜 0:00 - 0:30（土曜深夜） | 群馬テレビ               | 群馬県                   |                                            |
| 2012年7月8日 - 12月23日                                                              | 日曜 0:00 - 0:30（土曜深夜） | テレビ神奈川             | 神奈川県                 |                                            |
| 2012年7月8日 - 12月23日                                                              | 日曜 1:30 - 2:00（土曜深夜） | テレビ埼玉               | 埼玉県                   |                                            |
| 2012年7月8日 - 12月23日                                                              | 日曜 1:50 - 2:20（土曜深夜） | テレビ愛知               | 愛知県                   |                                            |
| 2012年7月8日 - 12月23日                                                              | 日曜 2:45 - 3:15（土曜深夜） | RKB毎日放送              | 福岡県                   |                                            |
| 2012年7月8日 - 12月23日                                                              | 日曜 2:48 - 3:18（土曜深夜） | 北海道放送               | 北海道                   |                                            |
| 2012年7月8日 - 12月23日                                                              | 日曜 3:28 - 3:58（土曜深夜） | 毎日放送                 | 近畿広域圏               | 『アニメシャワー』第4部                    |
| 2012年7月8日 - 12月23日                                                              | 日曜 23:30 - 月曜 0:00       | AT-X                     | 日本全域                 | CS放送 / リピート放送あり                  |
| 2012年7月9日 - 12月24日                                                              | 月曜 1:00 - 1:30（日曜深夜） | チバテレビ               | 千葉県                   |                                            |
| 2012年7月15日 - 12月30日                                                             | 日曜 0:00 - 0:30（土曜深夜） | BS11                     | 日本全域                 | BS放送 / 『ANIME+』枠                      |
| 2012年8月2日 - 2013年1月24日                                                         | 木曜 0:00 - 0:30（水曜深夜） | キッズステーション       | 日本全域                 | CS放送 / 『エリア23』枠 / リピート放送あり |
| ソードアート・オンライン Extra Edition                                               |                              |                          |                          |                                            |
| 2013年12月31日                                                                       | 火曜 22:00 - 23:58           | TOKYO MX                 | 東京都                   | 『E!TV』枠                                 |
| 2013年12月31日                                                                       | 火曜 22:00 - 水曜 0:00       | BS11                     | 日本全域                 | BS放送 / 『ANIME+』枠                      |
| ソードアート・オンラインII                                                           |                              |                          |                          |                                            |
| 2014年7月5日 - 12月20日                                                              | 土曜 23:30 - 日曜 0:00       | TOKYO MX                 | 東京都                   | 『E!TV』枠                                 |
| 2014年7月5日 - 12月20日                                                              | 土曜 23:30 - 日曜 0:00       | とちぎテレビ             | 栃木県                   |                                            |
| 2014年7月5日 - 12月20日                                                              | 土曜 23:30 - 日曜 0:00       | 群馬テレビ               | 群馬県                   |                                            |
| 2014年7月6日 - 12月21日                                                              | 日曜 0:00 - 0:30（土曜深夜） | テレビ神奈川             | 神奈川県                 |                                            |
| 2014年7月6日 - 12月21日                                                              | 日曜 0:30 - 1:00（土曜深夜） | テレビ埼玉               | 埼玉県                   |                                            |
| 2014年7月6日 - 12月21日                                                              | 日曜 0:30 - 1:00（土曜深夜） | チバテレビ               | 千葉県                   |                                            |
| 2014年7月6日 - 12月21日                                                              | 日曜 1:50 - 2:20（土曜深夜） | テレビ愛知               | 愛知県                   |                                            |
| 2014年7月6日 - 12月21日                                                              | 日曜 2:28 - 2:58（土曜深夜） | 毎日放送                 | 近畿広域圏               | 『アニメシャワー』第2部                    |
| 2014年7月9日 - 12月24日                                                              | 水曜 2:35 - 3:05（火曜深夜） | TVQ九州放送              | 福岡県                   |                                            |
| 2014年7月10日 - 12月25日                                                             | 木曜 2:05 - 2:35（水曜深夜） | テレビ北海道             | 北海道                   |                                            |
| 2014年7月10日 - 12月25日                                                             | 木曜 21:30 - 22:00           | AT-X                     | 日本全域                 | CS放送 / リピート放送あり                  |
| 2014年7月12日 - 12月27日                                                             | 土曜 23:30 - 日曜 0:00       | BS11                     | 日本全域                 | BS放送 / 『ANIME+』枠                      |
| ソードアート・オンライン アリシゼーション                                            |                              |                          |                          |                                            |
| 2018年10月7日 - 2019年3月31日                                                        | 日曜 0:00 - 0:30（土曜深夜） | TOKYO MX                 | 東京都                   |                                            |
| 2018年10月7日 - 2019年3月31日                                                        | 日曜 0:00 - 0:30（土曜深夜） | とちぎテレビ             | 栃木県                   |                                            |
| 2018年10月7日 - 2019年3月31日                                                        | 日曜 0:00 - 0:30（土曜深夜） | 群馬テレビ               | 群馬県                   |                                            |
| 2018年10月7日 - 2019年3月31日                                                        | 日曜 0:00 - 0:30（土曜深夜） | BS11                     | 日本全域                 | BS放送 / 『ANIME+』枠                      |
| 2018年10月7日 - 2019年3月31日                                                        | 日曜 3:08 - 3:38（土曜深夜） | 毎日放送                 | 近畿広域圏               | 『アニメシャワー』第3部                    |
| 2018年10月8日 - 2019年4月1日                                                         | 月曜 22:30 - 23:00           | AT-X                     | 日本全域                 | CS放送 / リピート放送あり                  |
| 2018年10月9日 - 2019年4月2日                                                         | 火曜 2:05 - 2:35（月曜深夜） | テレビ愛知               | 愛知県                   |                                            |
| ソードアート・オンライン アリシゼーション 特別番組「リフレクション」                 |                              |                          |                          |                                            |
| 2019年10月6日                                                                        | 日曜 0:00 - 0:30（土曜深夜） | TOKYO MX                 | 東京都                   |                                            |
| 2019年10月6日                                                                        | 日曜 0:00 - 0:30（土曜深夜） | とちぎテレビ             | 栃木県                   |                                            |
| 2019年10月6日                                                                        | 日曜 0:00 - 0:30（土曜深夜） | 群馬テレビ               | 群馬県                   |                                            |
| 2019年10月6日                                                                        | 日曜 0:00 - 0:30（土曜深夜） | BS11                     | 日本全域                 | BS放送 / 『ANIME+』枠                      |
| 2019年10月6日                                                                        | 日曜 22:00 - 22:30           | AT-X                     | 日本全域                 | CS放送 / リピート放送あり                  |
| 2019年10月8日                                                                        | 火曜 3:30 - 4:00（月曜深夜） | 毎日放送                 | 近畿広域圏               |                                            |
| 2019年10月9日                                                                        | 水曜 2:35 - 3:05（火曜深夜） | テレビ愛知               | 愛知県                   |                                            |
| ソードアート・オンライン アリシゼーション War of Underworld 第1クール                |                              |                          |                          |                                            |
| 2019年10月13日 - 12月29日                                                            | 日曜 0:00 - 0:30（土曜深夜） | TOKYO MX                 | 東京都                   |                                            |
| 2019年10月13日 - 12月29日                                                            | 日曜 0:00 - 0:30（土曜深夜） | とちぎテレビ             | 栃木県                   |                                            |
| 2019年10月13日 - 12月29日                                                            | 日曜 0:00 - 0:30（土曜深夜） | 群馬テレビ               | 群馬県                   |                                            |
| 2019年10月13日 - 12月29日                                                            | 日曜 0:00 - 0:30（土曜深夜） | BS11                     | 日本全域                 | BS放送 / 『ANIME+』枠                      |
| 2019年10月13日 - 12月29日                                                            | 日曜 2:08 - 2:38（土曜深夜） | 毎日放送                 | 近畿広域圏               | 『アニメシャワー』第1部                    |
| 2019年10月13日 - 12月29日                                                            | 日曜 22:00 - 22:30           | AT-X                     | 日本全域                 | CS放送 / リピート放送あり                  |
| 2019年10月16日 - 2020年1月6日                                                        | 水曜 2:35 - 3:05（火曜深夜） | テレビ愛知               | 愛知県                   | 最終話のみ放送曜日変更                     |
| ソードアート・オンライン アリシゼーション War of Underworld 第12.5話「レミニセンス」 |                              |                          |                          |                                            |
| 2020年7月5日                                                                         | 日曜 0:00 - 0:30（土曜深夜） | TOKYO MX                 | 東京都                   |                                            |
| 2020年7月5日                                                                         | 日曜 0:00 - 0:30（土曜深夜） | とちぎテレビ             | 栃木県                   |                                            |
| 2020年7月5日                                                                         | 日曜 0:00 - 0:30（土曜深夜） | 群馬テレビ               | 群馬県                   |                                            |
| 2020年7月5日                                                                         | 日曜 0:00 - 0:30（土曜深夜） | BS11                     | 日本全域                 | BS放送 / 『ANIME+』枠                      |
| 2020年7月5日                                                                         | 日曜 2:08 - 2:38（土曜深夜） | 毎日放送                 | 近畿広域圏               | 『アニメシャワー』第1部                    |
| 2020年7月5日                                                                         | 日曜 22:00 - 22:30           | AT-X                     | 日本全域                 | CS放送 / リピート放送あり                  |
| 2020年7月8日                                                                         | 水曜 1:35 - 2:05（火曜深夜） | テレビ愛知               | 愛知県                   |                                            |
| ソードアート・オンライン アリシゼーション War of Underworld 第2クール                |                              |                          |                          |                                            |
| 2020年7月12日 - 9月20日                                                              | 日曜 0:00 - 0:30（土曜深夜） | TOKYO MX                 | 東京都                   |                                            |
| 2020年7月12日 - 9月20日                                                              | 日曜 0:00 - 0:30（土曜深夜） | とちぎテレビ             | 栃木県                   |                                            |
| 2020年7月12日 - 9月20日                                                              | 日曜 0:00 - 0:30（土曜深夜） | 群馬テレビ               | 群馬県                   |                                            |
| 2020年7月12日 - 9月20日                                                              | 日曜 0:00 - 0:30（土曜深夜） | BS11                     | 日本全域                 | BS放送 / 『ANIME+』枠                      |
| 2020年7月12日 - 9月20日                                                              | 日曜 2:08 - 2:38（土曜深夜） | 毎日放送                 | 近畿広域圏               | 『アニメシャワー』第1部                    |
| 2020年7月12日 - 9月20日                                                              | 日曜 22:00 - 22:30           | AT-X                     | 日本全域                 | CS放送 / リピート放送あり                  |
| 2020年7月15日 - 9月23日                                                              | 水曜 1:35 - 2:05（火曜深夜） | テレビ愛知               | 愛知県                   |                                            |
| TVアニメ「ソードアート・オンライン」10th Anniversary COUNTDOWN！                     |                              |                          |                          |                                            |
| 2022年7月1日                                                                         | 土曜 0:00 - 0:30（金曜深夜） | TOKYO MX                 | 東京都                   |                                            |
| 2022年7月1日                                                                         | 土曜 0:00 - 0:30（金曜深夜） | とちぎテレビ             | 栃木県                   |                                            |
| 2022年7月1日                                                                         | 土曜 0:00 - 0:30（金曜深夜） | 群馬テレビ               | 群馬県                   |                                            |
| 2022年7月1日                                                                         | 土曜 0:00 - 0:30（金曜深夜） | BS11                     | 日本全域                 | BS放送 / 『ANIME+』枠                      |
| SAO SELECTION                                                                        |                              |                          |                          |                                            |
| 2022年7月9日 -9月24日                                                                | 日曜 0:00 - 0:30（土曜深夜） | TOKYO MX                 | 東京都                   |                                            |
| 2022年7月9日 -9月24日                                                                | 日曜 0:00 - 0:30（土曜深夜） | とちぎテレビ             | 栃木県                   |                                            |
| 2022年7月9日 -9月24日                                                                | 日曜 0:00 - 0:30（土曜深夜） | 群馬テレビ               | 群馬県                   |                                            |
| 2022年7月9日 -9月24日                                                                | 日曜 0:00 - 0:30（土曜深夜） | BS11                     | 日本全域                 | BS放送 / 『ANIME+』枠                      |
| 2022年10月2日、10月23日                                                              | 日曜 23:30‐24:00             | BS11                     | 日本全域                 | BS放送 / 『ANIME+』枠                      |

#### インターネット放送
| 配信期間                                                                             | 配信時間                               | 配信サイト                             |
| ソードアート・オンライン Extra Edition                                               | ソードアート・オンライン Extra Edition | ソードアート・オンライン Extra Edition |
| ------------------------------------------------------------------------------------ | -------------------------------------- | -------------------------------------- |
| 2013年12月31日                                                                       | 火曜 22:00 - 水曜 0:00                 | ニコニコ生放送                         |
| ソードアート・オンラインII                                                           |                                        |                                        |
| 2014年7月6日 - 12月21日                                                              | 日曜 23:00 - 23:30                     | ニコニコ生放送                         |
| ソードアート・オンライン アリシゼーション                                            |                                        |                                        |
| 2018年10月7日 - 2019年3月31日                                                        | 日曜 0:00 - 0:30（土曜深夜）           | AbemaTV                                |
| 2018年10月14日 - 2019年4月7日                                                        | 日曜 0:30 - 1:00（土曜深夜）           | ニコニコ生放送                         |
| ソードアート・オンライン アリシゼーション 特別番組「リフレクション」                 |                                        |                                        |
| 2019年10月6日                                                                        | 日曜 0:00 - 0:30（土曜深夜）           | AbemaTV                                |
| ソードアート・オンライン アリシゼーション War of Underworld 第1クール                |                                        |                                        |
| 2019年10月13日 - 12月29日                                                            | 日曜 0:00 - 0:30（土曜深夜）           | AbemaTV                                |
| 2019年10月20日 - 2020年1月5日                                                        | 日曜 0:30 - 1:00（土曜深夜）           | ニコニコ生放送                         |
| ソードアート・オンライン アリシゼーション War of Underworld 第12.5話「レミニセンス」 |                                        |                                        |
| 2020年7月5日                                                                         | 日曜 0:00 - 0:30（土曜深夜）           | AbemaTV                                |
| ソードアート・オンライン アリシゼーション War of Underworld 第2クール                |                                        |                                        |
| 2020年7月12日 - 9月20日                                                              | 日曜 0:00 - 0:30（土曜深夜）           | AbemaTV                                |

#### インターネット配信
Amazonプライム・ビデオ、dアニメストア、DMM.com、GYAO!、HAPPY!動画、Hulu、J:COMオンデマンド、Netflix、PlayStation Video、Rakuten TV、U-NEXT、あにてれ、アニメ放題、クランクイン!ビデオ、ニコニコチャンネル、バンダイチャンネル、ひかりTV、ビデオパス、ビデオマーケット、フジテレビオンデマンド、Disney+、ムービーフルplusなどおいて、ビデオ・オン・デマンド方式により随時配信されている。また、第3期第2部特別番組についてはYouTubeでも配信された。

### タイアップ
- 2019年 - 日本商工会議所が新設する「日商プログラミング検定」とのタイアップが行われた[27]。
- 2020年 - 「サイバーセキュリティ月間」で内閣サイバーセキュリティセンターとのタイアップが行われた[28]。

### 評価
BD・DVD各期第1巻（限定版）の初週推定売上は以下の通り。
|       | BD     | DVD   |
| ----- | ------ | ----- |
| 第1期 | 27,326 | 6,844 |
| 第2期 | 15,157 | 3,314 |
| 第3期 | 10,473 | 1,749 |

2018年11月時点でアニメの視聴回数は累計7億回、映像ソフトの売り上げは累計120万本をそれぞれ突破している。

### 受賞歴
- 東京アニメアワード2013[36][37]
  - 優秀作品賞（テレビ部門）
  - 原作賞 - 川原礫
- ニュータイプアニメアワード2014
  - 男性キャラクター賞 - キリト
- AnimaniA Award 2014[38]
  - Beste TV-Serie（テレビシリーズ賞） - ソードアートオンライン
- AnimaniA Award 2016[38]
  - Beste Regie（監督賞） - 伊藤智彦

## 劇場アニメ
2017年に公開された『-オーディナル・スケール-』、小説を原作とする『プログレッシブ』シリーズのほか、完全新作オリジナル劇場版の製作が決定している。

### 劇場版 ソードアート・オンライン -オーディナル・スケール-
2015年10月に制作が発表され、2017年2月18日に公開された。2016年12月の時点で原作累計部数全世界1900万部、ハリウッド版の制作と共に宣伝された。時系列はマザーズ・ロザリオ編とアリシゼーション編の間の2026年春であり、これまで描かれてきたVR（仮想現実）ではなくAR（拡張現実）を題材としている。
公開記念タイアップ企画として、2016年11月に日本商工会議所では初となる簿記検定1級のチーム戦「日商簿記-1グランプリ」が開催された。また、内閣サイバーセキュリティセンターと独立行政法人情報処理推進機構による2017年サイバーセキュリティ月間とタイアップし、本作のキャラクターを用いたポスターや漫画冊子、デジタルサイネージ広告が制作された。
神田沙也加、井上芳雄、鹿賀丈史がゲスト声優として出演している。
2019年3月30日、NHKのBSプレミアムにてテレビ放送された。
2024年1月10日、フジテレビ系列でもテレビ放送された。なお、今回の放送は神田の没後であることからも、インターネット上に彼女を偲ぶ声が多数挙がったことが報じられている。

#### 制作（オーディナル・スケール）
本作はテレビアニメ第2期終了後、アリシゼーション編および『ガンゲイル・オンライン』などアニメシリーズを新たに5か年計画で展開するにあたり、それらの先陣を切る作品として企画された。配給は、テレビアニメから引き継ぐ形でアニプレックスが担当し、海外でも日本アニメを自社配給することが一つの目的ともなっている。
ストーリーは、原作が当時アリシゼーション編の途中だったため、アインクラッド編の再構築なども考えられたが、最終的にはARを題材とした川原書き下ろしの完全オリジナル作となった。脚本制作では最終稿に至るまで10度に渡ってリライトが重ねられ、デスゲームの緊迫感を出すことや、アスナとキリトの物語にすることが重視された。その過程で、アスナが記憶を失う展開やライバルキャラクターとなるエイジのキャラクター設定が強化された。

#### スタッフ（オーディナル・スケール）
- 原作 - 川原礫[45]
- 原作イラスト・キャラクターデザイン原案 - abec[46]
- 監督 - 伊藤智彦[45]
- 助監督 - 森大貴[46]
- 脚本 - 川原礫[45]、伊藤智彦[45]
- 絵コンテ - 伊藤智彦[46]、鹿間貴裕[46]
- キャラクターデザイン - 足立慎吾[45]
- サブキャラクターデザイン - 鈴木豪[46]
- モンスターデザイン - 柳隆太[45]
- プロップデザイン - 西口智也[45]
- UIデザイン - ワツジサトシ[45]
- アクション作画監督 - 金世俊[46]、鳥居貴史[46]、柳隆太[46]、中山竜[46]、酒井智史[46]、谷津承太[46]、清水厚貴[46]、坂詰嵩仁[46]、榎戸駿[46]、小林直樹[46]
- エフェクト作画監督 - 柳隆太[46]
- 総作画監督 - 足立慎吾[45]
- 美術監督 - 長島孝幸[45]
- 美術監修 - 竹田悠介[45]
- 美術設定 - 塩澤良憲[45]
- コンセプトアート - 堀壮太郎[45]
- 色彩設計 - 橋本賢[45]
- CG監督 - 雲藤隆太[45]
- 撮影監督 - 脇顯太朗[45]
- 編集 - 西山茂[45]
- 音響監督 - 岩浪美和[45]
- 音楽 - 梶浦由記 [45]
- 音楽制作 - アニプレックス[46]
- プロデューサー - 	柏田真一郎[46]、三木一馬[46]、二見鷹介[46]、神部宗之[46]
- アニメーションプロデューサー - 加藤淳[46]、金子敦史[46]
- チーフプロデューサー - 岩上敦宏[46]、大澤信博[46]
- プロジェクト統括 - ジェンコ[46]
- 制作 - A-1 Pictures[45]
- 配給 - アニプレックス[45]
- 製作 - SAO MOVIE Project（アニプレックス、KADOKAWA アスキー・メディアワークス、バンダイナムコエンターテインメント、ジェンコ）[47]

#### 主題歌（オーディナル・スケール）
| 使用   | 曲名                 | 作詞     | 作曲     | 編曲     | 歌                 |
| ------ | -------------------- | -------- | -------- | -------- | ------------------ |
| 主題歌 | 「Catch the Moment」 | LiSA     | 田淵智也 | 江口亮   | LiSA               |
| 挿入歌 | 「Ubiquitous dB」    | hotaru   | やしきん | やしきん | ユナ（神田沙也加） |
| 挿入歌 | 「longing」          | 梶浦由記 | 梶浦由記 | 梶浦由記 | ユナ（神田沙也加） |
| 挿入歌 | 「delete」           | 梶浦由記 | 梶浦由記 | 梶浦由記 | ユナ（神田沙也加） |
| 挿入歌 | 「Break Beat Bark!」 | hotaru   | eba      | eba      | ユナ（神田沙也加） |
| 挿入歌 | 「smile for you」    | 梶浦由記 | 梶浦由記 | 梶浦由記 | ユナ（神田沙也加） |

#### 興行成績
全国151スクリーンで公開され、2017年2月18日・19日の初日2日間で観客動員数30万8376人、興行収入4億2576万2760円となり、映画観客動員数ランキング（興行通信社調べ）で初登場第1位を獲得。その後も勢いは衰えず、公開11日目での興行収入10億円突破、公開17日目での観客動員数100万人突破、公開31日目での興行収入の20億円突破はいずれも深夜アニメの映画化作品の最速記録となった。また、3月10日から全国66館で4DX/MX4Dの上映が行われたほか、アジアや欧米の諸国でも公開された。9月1日時点で国内の観客動員数177万4191人、興行収入25億2382万8360円となり、全世界累計では動員数292万人、興行収入35.0億円を突破した。10月3日時点で中国において興行収入8.6億円となり、全世界累計では興行収入43億円を突破した。

#### 受賞歴（オーディナル・スケール）
- ニュータイプアニメアワード2016-2017[55]
  - サウンド賞
  - 作品賞（劇場上映）
  - 男性キャラクター賞：キリト
  - 女性キャラクター賞：アスナ
- AnimaniA Award 2018[56]
  - Bester Movie（映画賞） - 劇場版 ソードアート・オンライン -オーディナル・スケール-
  - Beste Regie（監督賞） - 伊藤智彦
  - Bestes Charakterdesign（キャラクターデザイン賞） - 足立慎吾
  - Bestes Studio（スタジオ賞） - A-1 Pictures
- 第90回アカデミー賞長編アニメーション部門候補対象[57]
- 訪れてみたい日本のアニメ聖地88（2019年版） - 東京都[58]
- 平成アニソン大賞作品賞（2010 - 2019年） - Catch the Moment[59]

#### 映像ソフト化
2017年9月27日にBD/DVDで完全生産版・通常版を同時発売。発売元はANIPLEX。共通映像特典としてPV・CM集を収録。
サービスカットとして、本編の収録版は明日奈の入浴場面にて、上映時では乳房を隠す位置に置かれた洗髪料の容器を除去している。
- 劇場版 ソードアート・オンライン −オーディナル･スケール− 完全生産限定版（2枚組）
  - キャラクターデザイン・総作画監督：足立慎吾描き下ろしBOX仕様
  - ディスク1：本編DISC
- YUNAとエイジのその後を描いた短編小説
  - 『ソードアート・オンライン コーディアル・コード』（著：川原礫 イラスト：abec）
- DISC2：映像特典DISC
  - 音声特典
    - オーディオコメンタリー（出演：伊藤智彦・足立慎吾・川原礫・松岡禎丞・戸松遥、神田沙也加）

  - 特典映像「川原礫黙認 そーどあーと・おふらいん ―おーでぃなる・すけーる―」
    - 出演：キリト、アスナ、ユイ、ユナ　※SDキャラによるキャラクターコメンタリー
- 特典CD
  - 『Ubiquitous dB –special ver.-』
    - 結城明日奈（CV：戸松遥）、綾野珪子（CV：日高里菜）

  - 『Break Beat Bark! -special ver.-』
    - 篠崎里香（CV：高垣彩陽）、朝田詩乃（CV：沢城みゆき）
- 特製ブックレット
- 劇場版 ソードアート・オンライン −オーディナル･スケール− 完全生産限定版

### 劇場版 ソードアート・オンライン -プログレッシブ-
『ソードアート・オンライン プログレッシブ』を原作とするリブートシリーズである。
第1作『劇場版 ソードアート・オンライン -プログレッシブ- 星なき夜のアリア』（げきじょうばん ソードアート・オンライン プログレッシブ ほしなきよるのアリア）は、2021年10月30日に公開。2020年9月に『War of Underworld』が最終回を迎えた直後に製作が告知され、同年11月に主要スタッフおよびキャストが発表された。
また当作では通常の5.1ch、7.1ch上映に加えDOLBY ATMOS版やIMAX版も制作され共に公開初日より上映された。なおIMAXにおいてIMAX12chで制作された日本映画は実写を含み当作が初めてである。更に2021年11月26日よりDOLBY CINEMA版での上映が開始される。DOLBY CINEMA版は11月26日時点で日本にあるDOLBY CINEMA劇場全てで上映されることになる（丸の内ピカデリーは遅れての上映開始）。
ソードアート・オンラインシリーズにおいてIMAX版（IMAXデジタル5.1ch含む）、DOLBY CINEMA版が制作されたのは初めてのことであり、DOLBY ATMOS版も前作『ソードアート・オンライン オーディナル・スケール』においてATMOSの設備を利用した9.1ch上映が行われた事例はあるが、イマーシブなDOLBY ATMOSとしてはシリーズ初めてである。
興行収入は14億3000万円。
第2作『劇場版 ソードアート・オンライン -プログレッシブ- 冥き夕闇のスケルツォ』（げきじょうばん ソードアート・オンライン プログレッシブ くらきゆうやみのスケルツォ）は、2021年11月に制作が発表された。2022年9月10日に公開予定だったが、新型コロナウイルス感染症による制作遅延のため延期された。2022年10月22日に公開され、本作の公開前日の10月21日からはIMAX版で独占先行公開された。前作『ソードアート・オンライン -プログレッシブ- 星なき夜のアリア』と同様にIMAX版とDOLBY ATMOS版での上映も実施され、そのうち全国のIMAX上映劇場25館ではIMAX12chで上映される。

#### 制作（プログレッシブ）
ストーリーはアインクラッド編をアスナの視点から掘り下げる内容となっており、初心者のアスナが「閃光」と呼ばれるまでの成長過程が描かれる。また、第1作ではアスナとパーティーを組む以前のキリトや、オリジナルキャラクターであるミトが主要人物として登場する。
本作で監督デビューとなる河野亜矢子は、作品を見終わった後にテレビシリーズを見たくなるような作りを重視したことを話している。そのため、第1作はテレビアニメ第1期『アインクラッド編』の第1・2話に寄ったカットやディテールがある一方で、デザインの新調やエフェクトのアップデート、後の話の展開に合わせたキャラクターの登場など随所で変更が行われている。

#### スタッフ（プログレッシブ）
|                                           | 第1作                          | 第2作                          |
| ----------------------------------------- | ------------------------------ | ------------------------------ |
| 原作 ストーリー原案                       | 川原礫                         | 川原礫                         |
| 原作イラスト キャラクターデザイン原案     | abec                           | abec                           |
| 監督                                      | 河野亜矢子                     | 河野亜矢子                     |
| 脚本                                      | 木澤行人                       | 木澤行人                       |
| キャラクターデザイン 総作画監督           | 戸谷賢都                       | 戸谷賢都                       |
| アクションディレクター モンスターデザイン | 甲斐泰之                       | 甲斐泰之                       |
| ボスモンスター ステージデザイン           | -                              | 石垣純哉                       |
| サブキャラクターデザイン                  | 秋月彩、渡邊敬介               | 秋月彩、渡邊敬介               |
| サブキャラクターデザイン                  | 石川智美                       | -                              |
| プロップデザイン                          | 東島久志                       | 東島久志                       |
| 絵コンテ                                  | 河野亜矢子、甲斐泰之、小原正和 | 河野亜矢子、甲斐泰之、小原正和 |
| 絵コンテ                                  | 山田晃                         | 小野学、森本育郎               |
| 美術監督                                  | 伊藤友沙                       | 伊藤友沙                       |
| 美術設定                                  | 平澤晃弘                       | 平澤晃弘                       |
| 色彩設計                                  | 中野尚美                       | 中野尚美                       |
| 撮影監督                                  | 大島由貴                       | 大島由貴                       |
| CGディレクター                            | 織田健吾                       | 織田健吾                       |
| CGディレクター                            | 中島宏                         | -                              |
| モニターグラフィックス                    | 宮原洋平、関香織               | 宮原洋平、関香織               |
| 編集                                      | 廣瀬清志                       | 廣瀬清志                       |
| 音楽                                      | 梶浦由記                       | 梶浦由記                       |
| 音響監督                                  | 岩浪美和                       | 岩浪美和                       |
| 音響効果                                  | 小山恭正                       | 小山恭正                       |
| 音響制作                                  | ソニルード                     | ソニルード                     |
| プロデュース                              | EGG FIRM、ストレートエッジ     | EGG FIRM、ストレートエッジ     |
| 制作                                      | A-1 Pictures                   | A-1 Pictures                   |
| 配給                                      | アニプレックス                 | アニプレックス                 |
| 製作                                      | SAO-P Project                  | SAO-P Project                  |

#### 主題歌（プログレッシブ）
「往け」
LiSAによる『星なき夜のアリア』の主題歌。作詞はLiSA、作曲はAyase、編曲は江口亮。
「心臓」
藍井エイルによる『冥き夕闇のスケルツォ』の主題歌。作詞・作曲・編曲はn-buna。

#### 興行成績（プログレッシブ）
『星なき夜のアリア』は公開日の2021年10月30日および翌日31日の2日間で観客動員数約22万5000人、興行収入約3億4900万円を記録し、映画観客動員数ランキング（興行通信社調べ）で初登場第1位を獲得した。11月19日時点で興行収入10億円を突破した。

#### 受賞歴（プログレッシブ）
- ニュータイプアニメアワード2021-2022[81]
  - キャラクターデザイン賞：戸谷賢都 / abec（原案）
  - 男性キャラクター賞：キリト
  - 女性キャラクター賞：アスナ
  - サウンド（劇伴）賞：梶浦由記
  - 主題歌賞：「往け」
  - 作品賞（劇場上映作品）：星なき夜のアリア
- ニュータイプアニメアワード2022-2023[82]
  - 男性キャラクター賞：キリト
  - 作品賞（劇場上映作品）：冥き夕闇のスケルツォ

## アニメ関連メディア

### BD / DVD
『劇場版 ソードアート・オンライン -オーディナル・スケール-』は、発売初週にBDの限定版は約8万9000枚、DVDの限定版は約2万枚をそれぞれ売り上げ、共にシリーズ過去最高記録となった。
| 巻  | 発売日         | 収録話                | 規格品番     | 規格品番     | 規格品番  | 規格品番  | オリコン最高位 | オリコン最高位 |
| 巻  | 発売日         | 収録話                | BD限定版     | DVD限定版    | BD通常版  | DVD通常版 | BD             | DVD            |
| --- | -------------- | --------------------- | ------------ | ------------ | --------- | --------- | -------------- | -------------- |
| 1   | 2012年10月24日 | 第1話 - 第2話         | ANZX-6601/2  | ANZB-6601/2  |           | ANSB-6601 | 2位            | 6位            |
| 2   | 2012年11月21日 | 第3話 - 第5話         | ANZX-6603/4  | ANZB-6603/4  | ANSB-6603 | 1位       | 8位            |                |
| 3   | 2012年12月26日 | 第6話 - 第8話         | ANZX-6605/6  | ANZB-6605/6  | ANSB-6605 | 1位       | 18位           |                |
| 4   | 2013年1月23日  | 第9話 - 第11話        | ANZX-6607/8  | ANZB-6607/8  | ANSB-6607 | 2位       | 7位            |                |
| 5   | 2013年2月27日  | 第12話 - 第14話       | ANZX-6609/0  | ANZB-6609/10 | ANSB-6609 | 4位       | 13位           |                |
| 6   | 2013年3月27日  | 第15話 - 第16話       | ANZX-6611/2  | ANZB-6611/2  | ANSB-6611 | 1位       | 20位           |                |
| 7   | 2013年4月24日  | 第17話 - 第19話       | ANZX-6613/4  | ANZB-6613/4  | ANSB-6613 | 3位       | 17位           |                |
| 8   | 2013年5月22日  | 第20話 - 第22話       | ANZX-6615/6  | ANZB-6615/6  | ANSB-6615 | 1位       | 6位            |                |
| 9   | 2013年6月26日  | 第23話 - 第25話       | ANZX-6617/8  | ANZB-6617/8  | ANSB-6617 | 3位       | 14位           |                |
| Ex  | 2014年4月23日  | Extra Edition         | ANZX-6619/20 | ANZB-6619/20 | ANSB-6619 | 5位       | 6位            |                |
| BOX | 2017年1月25日  | 全25話、Extra Edition | ANZX-12241/6 |              |           |           | 13位           |                |

| 巻  | 発売日         | 収録話                   | 規格品番      | 規格品番      | 規格品番   | 規格品番   | オリコン最高位 | オリコン最高位 |
| 巻  | 発売日         | 収録話                   | BD限定版      | DVD限定版     | BD通常版   | DVD通常版  | BD             | DVD            |
| --- | -------------- | ------------------------ | ------------- | ------------- | ---------- | ---------- | -------------- | -------------- |
| 1   | 2014年10月22日 | 第1話 - 第3話            | ANZX-11121/2  | ANZB-11121/2  |            | ANSB-11121 | 3位            | 10位           |
| 2   | 2014年11月26日 | 第4話 - 第6話            | ANZX-11123/4  | ANZB-11123/4  | ANSB-11123 | 1位        | 15位           |                |
| 3   | 2014年12月24日 | 第7話 - 第9話            | ANZX-11125/6  | ANZB-11125/6  | ANSB-11125 | 5位        | 24位           |                |
| 4   | 2015年1月28日  | 第10話 - 第12話          | ANZX-11127/8  | ANZB-11127/8  | ANSB-11127 | 1位        | 10位           |                |
| 5   | 2015年2月25日  | 第13話 - 第14話/第14.5話 | ANZX-11129/30 | ANZB-11129/30 | ANSB-11129 | 5位        | 18位           |                |
| 6   | 2015年3月25日  | 第15話 - 第17話          | ANZX-11131/2  | ANZB-11131/2  | ANSB-11131 | 4位        | 33位           |                |
| 7   | 2015年4月22日  | 第18話 - 第20話          | ANZX-11133/4  | ANZB-11133/4  | ANSB-11133 | 5位        | 20位           |                |
| 8   | 2015年5月27日  | 第21話 - 第22話          | ANZX-11135/6  | ANZB-11135/6  | ANSB-11135 | 3位        | 8位            |                |
| 9   | 2015年6月24日  | 第23話 - 第24話          | ANZX-11137/8  | ANZB-11137/8  | ANSB-11137 | 4位        | 17位           |                |
| BOX | 2018年9月12日  | 全24話、第14.5話         | ANZX-12741/5  |               |            |            | 4位            |                |

| 巻 | 発売日        | 収録話                    | 規格品番      | 規格品番      | 規格品番 | 規格品番  | オリコン最高位 | オリコン最高位 |
| 巻 | 発売日        | 収録話                    | BD限定版      | DVD限定版     | BD通常版 | DVD通常版 | BD             | DVD            |
| -- | ------------- | ------------------------- | ------------- | ------------- | -------- | --------- | -------------- | -------------- |
| 1  | 2019年1月30日 | 第1話 - 第3話             | ANZX-14241/2  | ANZB-14241/2  |          |           | 2位            | 21位           |
| 2  | 2019年2月27日 | 第4話 - 第6話             | ANZX-14243/4  | ANZB-14243/4  | 4位      | 12位      |                |                |
| 3  | 2019年3月27日 | 第7話 - 第9話             | ANZX-14245/6  | ANZB-14245/6  | 4位      | 17位      |                |                |
| 4  | 2019年4月24日 | 第10話 - 第12話           | ANZX-14247/8  | ANZB-14247/8  | 9位      | 25位      |                |                |
| 5  | 2019年5月29日 | 第13話 - 第15話           | ANZX-14249/50 | ANZB-14249/50 | 7位      | 15位      |                |                |
| 6  | 2019年6月26日 | 第16話 - 第18話、第18.5話 | ANZX-14251/2  | ANZB-14251/2  | 6位      | 17位      |                |                |
| 7  | 2019年7月24日 | 第19話 - 第21話           | ANZX-14253/4  | ANZB-14253/4  | 5位      | 16位      |                |                |
| 8  | 2019年8月28日 | 第22話 - 第24話           | ANZX-14255/6  | ANZB-14255/6  | 4位      | 11位      |                |                |

| 巻 | 発売日         | 収録話          | 規格品番      | 規格品番      | 規格品番 | 規格品番  | オリコン最高位 | オリコン最高位 |
| 巻 | 発売日         | 収録話          | BD限定版      | DVD限定版     | BD通常版 | DVD通常版 | BD             | DVD            |
| -- | -------------- | --------------- | ------------- | ------------- | -------- | --------- | -------------- | -------------- |
| 1  | 2019年12月25日 | 第1話 - 第3話   | ANZX-14421/2  | ANZB-14421/2  |          |           | 9位            | 36位           |
| 2  | 2020年1月29日  | 第4話 - 第6話   | ANZX-14423/4  | ANZB-14423/4  | 5位      | 18位      |                |                |
| 3  | 2020年2月26日  | 第7話 - 第9話   | ANZX-14425/6  | ANZB-14425/6  | 5位      | 19位      |                |                |
| 4  | 2020年3月25日  | 第10話 - 第12話 | ANZX-14427/8  | ANZB-14427/8  | 8位      | 24位      |                |                |
| 5  | 2020年9月9日   | 第13話 - 第15話 | ANZX-14429/30 | ANZB-14429/40 |          |           |                |                |
| 6  | 2020年10月14日 | 第16話 - 第18話 | ANZX-14431/2  | ANZB-14431/2  |          |           |                |                |
| 7  | 2020年11月11日 | 第19話 - 第21話 | ANZX-14433/4  | ANZB-14433/4  |          |           |                |                |
| 8  | 2020年12月9日  | 第22話 - 第23話 | ANZX-14435/6  | ANZB-14435/6  |          |           |                |                |

| 巻                   | 発売日         | 収録話 | 規格品番      | 規格品番     | 規格品番   | 規格品番   | オリコン最高位 | オリコン最高位 |
| 巻                   | 発売日         | 収録話 | BD限定版      | DVD限定版    | BD通常版   | DVD通常版  | BD             | DVD            |
| -------------------- | -------------- | --- | ------------- | ------------ | ---------- | ---------- | -------------- | -------------- |
|                      | 2017年9月27日  | 劇場版 ソードアート・オンライン -オーディナル・スケール-                                                  | ANZX-14001/2  | ANZB-14001/2 | ANSX-14001 | ANSB-14001 | 1位            | 1位            |
|                      | 2022年7月8日   | 劇場版 ソードアート・オンライン -プログレッシブ- 星なき夜のアリア                                         | ANZX-14040/1  | ANZB-14040/1 | ANSX-14040 | ANSB-14040 |                |                |
| 10th Anniversary BOX | 2022年10月31日 | 第1期全25話、Extra Edition 第2期全24話、第14.5話 劇場版 ソードアート・オンライン -オーディナル・スケール- | ANZX-16501/21 |              |            |            |                |                |

### 関連アニメ
『そーどあーと・おふらいん』
BD / DVDの限定版に特典として収録されたSDアニメ。キャストは通常のアニメと共通。
作品リスト
- 『川原礫黙認 そーどあーと・おふらいん』（全9話）
- 『川原礫黙認 そーどあーと・おふらいん Extra Edition』（全1話）
- 『川原礫黙認 そーどあーと・おふらいん つー』（全9話）
- 『川原礫黙認 そーどあーと・おふらいん -おーでぃなる・すけーる-』（全1話）

スタッフ
- 脚本 - 中本宗応（第4作）
- キャラクターデザイン - 栃木原人（第1作 - 第3作）→ASEA（第4作）
- モーショングラフィック - 兼平慎（第1作 - 第3作）
- ディレクター - 高梨喜芳（第1作 - 第3作）→兼平慎（第4作）
- プロデューサー - 渡邊智博
- 制作 - I was a Ballerina co,ltd.

『ソードアート・オンライン オルタナティブ ガンゲイル・オンライン』

同名のスピンオフ小説を原作とするテレビアニメ。2018年4月から7月まで放送された。

### 書籍
アニメ版権イラスト集
キービジュアルや関連商品のイラストなどを収録。
| タイトル                                                                  | 初版発行日     |
| ------------------------------------------------------------------------- | -------------- |
| TVアニメ SAO 1stシーズン版権イラスト全集                                  | 2014年10月10日 |
| TVアニメ SAO 2ndシーズン版権イラスト集                                    | 2015年10月10日 |
| 劇場版 ソードアート・オンライン -オーディナル・スケール- 版権イラスト全集 | 2017年10月7日  |
| TVアニメ ソードアート・オンライン アリシゼーション 版権イラスト集         | 2019年8月27日  |

アニメ設定資料集
アニプレックスより発行。アニメの設定やイラストを中心に収録。
| タイトル                                                                              | 初版発行日     |
| ------------------------------------------------------------------------------------- | -------------- |
| ソードアート・オンライン Design Works                                                 | 2014年12月28日 |
| ソードアート・オンラインII Design Works                                               | 2015年3月20日  |
| 劇場版 ソードアート・オンライン -オーディナル・スケール- PRODUCTION BOOK              | 2017年8月14日  |
| ソードアート・オンライン アリシゼーション STARTER BOOK                                | 2018年9月1日   |
| ソードアート・オンライン アリシゼーション OP/ED MATERIAL BOOK                         | 2018年12月     |
| ソードアート・オンライン アリシゼーション OP/ED MATERIAL BOOK Vol.2                   | 2019年12月     |
| ソードアート・オンライン アリシゼーション War of Underworld OP/ED MATERIAL BOOK Vol.1 | 2021年5月29日  |
| ソードアート・オンライン アリシゼーション War of Underworld OP/ED MATERIAL BOOK Vol.2 | 2021年7月3日   |

その他
『アニメ ソードアート・オンライン ノ全テ』
2014年6月27日初版発行（同日発売） / ISBN 978-4-04-866757-9
スタッフ及び担当声優のコメントや各キャラクターの設定画などを収録。

『電撃クリアファイルマガジン ソードアート・オンライン キリト&アスナ』
2020年2月28日初版発売 / ISBN 978-4-04-913090-4
グッズ（クリアファイル3枚）と冊子（キャラクターファイルとフォトギャラリーを収録）のセット。

『キャラクターアニバーサリーシリーズ ソードアート・オンライン　Happy Birthdayアスナ』
2021年9月16日初版発売 / ISBN 978-4-04-914059-0
アスナの誕生日を祝う付録（B4サイズのビッグクリアポスターと特製フレーム）付きムック。

『キャラクターアニバーサリーシリーズ ソードアート・オンライン　Happy Birthdayキリト』
2021年9月27日初版発売 / ISBN 978-4-04-914060-6
キリトの誕生日を祝う付録（B4サイズのビッグクリアポスターと特製フレーム）付きムック。

『ソードアート・オンライン アニメ10周年Anniversary Book』
2022年12月22日初版発売 / ISBN 978-4-04-914796-4

### ラジオ
ソードアート・オンエアー（2012年版）
超!A&G+にて2012年5月21日から7月2日まで隔週月曜日に放送、以降、2013年3月25日まで毎週月曜日に放送されていたラジオ番組。放送時間は21:00 - 21:30。HiBiKi Radio Stationでは、2012年5月22日から7月3日まで隔週火曜日に新規配信、以降、2013年3月26日まで毎週火曜日に新規配信されていた。全42回。パーソナリティは鷲崎健（アニメ公式応援隊長）、松岡禎丞（キリト役）、戸松遥（アスナ役）。
ゲスト
- 第37回・第38回 - 川原礫（原作者）
- 第41回 - 伊藤智彦（監督）

ソードアート・オンエアーII
超!A&G+にて2014年6月7日から2015年2月28日まで毎週土曜日に放送されていたラジオ番組。放送時間は19:00 - 19:30。HiBiKi Radio Stationでは、2014年6月9日から2015年3月2日まで毎週月曜日に新規配信されていた。全39回。パーソナリティは鷲崎健、松岡禎丞（不定期出演）、戸松遥（不定期出演）、別撮りコーナー「今週の川原さん」のレギュラー回答者は川原礫。
ゲスト
- 第3回 - 三木一馬（プロデューサー）
- 第4回 - 柏田真一郎（プロデューサー）
- 第5回 - 沢城みゆき（シノン役）
- 第39回 - 伊藤智彦（監督）

ソードアート・オンエアー アリシゼーション
インターネットラジオステーション〈音泉〉とアニプレックス公式YouTubeチャンネルにて2018年10月3日から2019年4月3日まで毎週水曜日に新規配信されていたラジオ番組。全26回。パーソナリティは松岡禎丞、島﨑信長（ユージオ役）。
ゲスト
- 第15回 - 近藤玲奈（ロニエ・アラベル役）、石原夏織（ティーゼ・シュトリーネン役）
- 第26回 - 茅野愛衣（アリス役）

ソードアート・オンエアー（2019、2020年版）
ニッポン放送とradikoにて2019年10月1日から毎週火曜日に放送中のラジオ番組。放送時間は21:20 - 21:40。アニプレックス公式YouTubeチャンネルでは、2019年10月8日から毎週火曜日にディレクターズカット版として新規配信されている。
パーソナリティは吉田尚記、松岡禎丞。
ゲスト
- 第3回 - 日高里菜（シリカ役）
- 第9回 - 川原礫（原作者）
- 第13回 - ReoNa（アリシゼーション編2ndクール主題歌担当）
- 第14回 - 丹羽将己（プロデューサー（アニプレックス））
- 第17回 - 文月涼（内閣官房 内閣サイバーセキュリティセンター 上席サイバーセキュリティ分析官）
- 第18回 - 二見鷹介（プロデューサー（バンダイナムコエンターテインメント））
- 第21・22回 - 近藤玲奈（ロニエ・アラベル役）
- 第23・24回 - 丹羽将己（プロデューサー（アニプレックス））
- 第25回 - 加藤直人（株式会社クラスターCEO）
- 第27回 - 大澤信博（企画、チーフプロデューサー（EGG FIRM））
- 第29回 - 三木一馬（企画、チーフプロデューサー（ストレートエッジ））
- 第31回 - 河合泰一（アシスタントプロデューサー（バンダイナムコエンターテインメント））
- 第33・34回 - 八代拓（イスカーン役）
- 第36回 - 丹羽将己（プロデューサー（アニプレックス））
- 第37・38回 - 石原夏織（ティーゼ・シュトリーネン役）
- 第48・49回 - 足立慎吾（キャラクターデザイン、総作画監督）
- 第52・53回 - 近藤玲奈（ロニエ・アラベル役）
- 第56・57回 - 茅野愛衣（アリス役）

## 舞台
ソードアート・オンライン -DIVE TO STAGE-というタイトルで2022年11月8日から13日に東京国際フォーラム ホールCにて上演された。テレビアニメ版を原作とした内容である。声はテレビアニメ版の声優が担当しアクションは俳優が担当した。

### キャスト（舞台）
キリト
声 - 松岡禎丞、演 - 松原凛
アスナ
声 - 戸松遥、演 - 佃井皆美
ユイ
声 - 伊藤かな恵、演 - 及川結依
シリカ
声 - 日高里菜、演 - 鈴木桃子
リズベット
声 - 高垣彩陽、演 - 朝倉ふゆな
クライン
声 - 平田広明、演 - 関修人
エギル
声 - 安元洋貴、演 - 宮河愛一郎
サチ
声 - 早見沙織、演 - 橋本彩花
ディアベル
声 - 檜山修之、演 - 松永有紘
ケイタ
声 - 豊永利行、演 - 江副貴紀
テツオ
声 - 赤羽根健治、演 - 光永ヒロト
ササマル
声 - 代永翼、演 - 平島由章
ゴドフリー
声 - 江原正士、演 - 潮見勇輝
クラディール
声 - 遊佐浩二、演 - 田中翔大
直葉
声 - 竹達彩奈
キバオウ
声 - 関智一
茅場晶彦
声 - 山寺宏一
アンサンブル
- 小林由佳
- 知念紗耶
- 廣瀬水美
- 渡邊彩乃
- 金川希美
- 池田実桜
- 福島玖宇也

### スタッフ（舞台）
- 原作 - テレビアニメ「ソードアート・オンライン」
- 脚本・総合演出 - 児玉明子
- 演出 - 神里盛仁